# Liga Sprawiedliwości
Liga Sprawiedliwości (Liga Sprawiedliwych, ang. Justice League) – fikcyjna drużyna, zrzeszająca postacie superbohaterów z komiksów wydawanych przez DC Comics. Jej twórcą jest scenarzysta Gardner Fox.
Liga Sprawiedliwości zadebiutowała w komiksie The Brave and the Bold vol.1 #28 (marzec 1960 roku) w składzie: Wonder Woman, Superman, Batman, Flash (Barry Allen), Green Lantern (Hal Jordan), Aquaman i Marsjanin Łowca. Przez następne dekady drużyna rozrastała się o kolejnych bohaterów, m.in.: Green Arrowa, Green Lanterna (John Stewart), Flasha (Wally West), Atoma, Hawkmana, Black Canary, Kapitana Marvela (AKA Shazam), Zatannę, Firestorma, Plastic Mana i innych. Na fali popularności oryginalnej drużyny DC wprowadziło do swojego uniwersum nawiązujące do niej organizacje, takie jak: Amerykańska Liga Sprawiedliwości (Justice League of America), Europejska Liga Sprawiedliwości (Justice League of Europe), Międzynarodowa Liga Sprawiedliwości (Justice League International), Justice League Task Force, Justice League Elite, Extreme Justice oraz Justice League Dark.

## Historia

### Srebrny i brązowy wiek
W tzw. złotym wieku komiksów DC stworzyło wielu bohaterów, m.in.: Flasha (Jay Garrick), Green Lanterna (Alan Scott), Daniela Kappesa itp. DC Comics poprosiło pisarza Gardnera Foxa, by spróbował przywrócić Justice Society of America. Ze względu na podobieństwo z nazwami National Football League i Major League Baseball zdecydował, że zmieni nazwę drużyny z „Justice Society” na „Justice League”. The Justice League of America zadebiutowała w The Brave and the Bold #28 (1960) i w krótkim czasie stała się najlepiej sprzedającym się tytułem.
Podobnie jak wcześniejsze Justice Society, Liga Sprawiedliwości zakładała uwzględnienie wszystkich najpopularniejszych serii komiksowych DC w jednym zeszycie (stąd w oryginalnym składzie znajdowali się Superman, Batman, Aquaman, Flash, Green Lantern, Marsjanin Łowca i Wonder Woman). Dodano również trzy inne postacie: Green Arrow, Atom i Hawkman.
Oryginalnie Liga Sprawiedliwych miała tajną siedzibę w jaskiniach mieszczących się na peryferiach miasteczka Happy Harbor w stanie Rhode Island. Ligę wspierał nastolatek Snapper Carr, uważany za „maskotkę” zespołu. Pomógł on Lidze pokonać rozgwiazdę Starro. W Justice League of America #77 (grudzień 1969) został posądzony o zdradzenie lokalizacji tajnych jaskiń Jokerowi. Po jego dymisji Ligę opuścili również J'onn J'onzz i Wonder Woman.

#### Era satelitarna
Po tych wydarzeniach zaistniała potrzeba stworzenia nowej siedziby Ligi. W Justice League of America #78 (luty 1970) nowa kwatera główna została założona na satelicie okołoziemskiej. Pojawili się też nowi członkowie: Black Canary, Phantom Stranger, Elongated Man, Red Tornado. Do zespołu powróciła też Wonder Woman. Z czasem przyjęto również Hawkwoman, a na końcu dołączyli Zatanna i Firestorm.
Osoby zajmujące się produkcją komiksów o lidze w latach 70. to m.in. pisarze Gerry Conway, Cary Bates, E. Nelson Bridwell, Steve Englehart oraz Dick Dillin. W 1982 roku zmarł Dillin, a do twórców dołączył artysta George Pérez. W tym samym roku seria zanotowała tymczasowy wzrost popularności.

#### Detroit
W 1984 roku, starając się naśladować sukces najpopularniejszego komiksu DC, New Teen Titans, redaktorzy DC postanowili odmłodzić oryginalny skład Ligi poprzez włączenie do niej nowych członków. Twórcy przenieśli siedzibę zespołu z satelity do bazy w Detroit w stanie Michigan. Ta decyzja została źle odebrana przez czytelników, którzy nazwali ten okres „Justice League Detroit”. Krytyka dotyczyła przede wszystkim przyjęcia do ligi bohaterów „drugiego sortu”. Zespół był początkowo prowadzony przez Aquamana i członków pierwotnej Ligi: Zatanny, Martiana Manhuntera i Elongated Mana. Większość historii koncentruje się jednak na nowych bohaterach: Vixen, Gypsy, Steel i Vibe. Aquaman opuścił nowy zespół po kilku miesiącach i został zastąpiony na stanowisku lidera przez Martiana Manhuntera. Nawet powrót Batmana do zespołu w Justice League of America #250 nie powstrzymał spadku popularności serii. Została ona zakończona zabójstwem Vibe i Steela przez profesora Ivo. Finał napisali J.M. DeMatteis i Luke McDonnell.

### Współczesne wersje

#### Międzynarodowa Liga Sprawiedliwości
W 1986 roku powstał crossover Legends, który opowiadał o stworzeniu nowej Ligi. Nowy zespół początkowo nazywał się Liga Sprawiedliwości, później zaczęto określać go jako Międzynarodową Ligę Sprawiedliwości (Justice League International). Nowa seria, pisana przez Keitha Giffena i J.M. DeMatteisa z rysunkami Kevin Maguire'a (a później Adama Hughesa), wprowadziła do historii z udziałem ligi ekscentryczny humor. Członkami tego wcielenia zespołu byli: Batman, Black Canary, Blue Beetle, Captain Marvel, Doctor Light (nowa japońska bohaterka), Doctor Fate, Martian Manhunter, Mister Miracle i Guy Gardner, a wkrótce potem dodano do nich Boostera Golda, Captain Atom, Fire (dawniej znaną jako Green Flame), Ice (dawniej znaną jako Ice Maiden) i Rocket Redzi (Manhunter, Dimitri Pushkin). Tytuł początkowo był przez krytyków określany jako humorystyczna seria na wysokim poziomie, ale po odejściu Giffena i DeMatteisa, nowi twórcy nie potrafili zachować równowagi między humorem a heroizmem. Od połowy lat 90. zaczęły się pojawiać się serie poboczne: Justice League Europe, Extreme Justice i Justice League Task Force.

#### JLA
Po niskiej sprzedaży serii pobocznych postanowiono połączyć je wszystkie w jeden tytuł. Nowa Amerykańska Liga Sprawiedliwości zadebiutowała we wrześniu 1996 roku w miniserii Justice League: A Midsummer’s Nightmare, stworzonej przez Marka Waida i Fabiana Niciezę. W 1997 roku DC Comics stworzyło nową serię o Lidze Sprawiedliwości zatytułowaną JLA, pisaną przez Granta Morrisona z rysunkami Howarda Portera i Johna Della.
Seria była próbą powrotu do korzeni, kiedy trzon grupy stanowiło siedmiu herosów: Superman, Batman, Wonder Woman, Aquaman, Flash, Green Lantern (Kyle Rayner) oraz Marsjański Łowca Ludzi. Ponadto Liga otrzymała nową siedzibę – Watchtower. Morrison jako pierwszy wprowadził ideę według której JLA jest alegorią panteonu bogów posiadających różne uprawnienia i osobowości. Autorzy dodali do zespołu również nowe postacie: Barbarę Gordon (Oracle), Steela (John Henry Irons) i Plastic Mana.
JLA miała się skupiać jedynie na największych zagrożeniach, mogących zagrozić Ziemi. Herosi musieli się zmierzyć z inwazją obcych, nieprawidłowo działającą maszyną wojenną z przyszłości, hordą zbuntowanych aniołów, nowo stworzoną koalicją czarnych charakterów (zwaną jako Kontr-Liga), najemnikami z uzbrojeniem dostosowanym indywidualnie do pokonania każdego z bohaterów, zagrożeniami z kosmosu i rozwścieczonym duchem planety Ziemi. Każdy z bohaterów równocześnie posiadał własną serię komiksową, więc historie często przeplatały się między ich komiksami.
Dzięki nowemu podejściu seria przez kilka lat była najlepiej sprzedającym się tytułem wydawnictwa. DC nie tworzyło  w tym czasie żadnych serii pobocznych, a jedynie kilka miniserii. Jedynym wyjątkiem było Justice League Elite, które ograniczono do 12 numerów.
W 2007 Geoff Johns i Alan Heinberg stworzyli historię zwaną Crisis of Conscience (JLA #115-119) opisującą rozwiązanie Amerykańskiej Ligi Sprawiedliwości. Na końcu historii Superboy-Prime niszczy Watchtower. JLA była jednym z wielu tytułów, których wydawanie zakończono po wydarzeniach związanych z Kryzysem nieskończoności. Stało się to po 125 numerach serii.

#### 52
W serii komiksowej 52, w numerze 24, Firestorm stworzył nową, zreformowaną Ligę Sprawiedliwości. W jej skład wchodzili:Firehawk, Super-Chief, Bulleteer i Ambush Bug. Walczyli oni z Skeetsem, który odebrał moce Super-Chiefowi a następnie zabił go. Po tym wydarzeniu Firestorm rozwiązał zespół.

## Komiksy o Lidze Sprawiedliwości wydane w Polsce
| Tytuł polski i rok wydania                                               | Tytuł oryginalny i rok wydania                                                                                 | Zawartość | Autorzy                                                                                     |
| ------------------------------------------------------------------------ | --- | --- | ------------------------------------------------------------------------------------------- |
| Liga Sprawiedliwości Tom 1: Początek (2013)                              | Justice League Vol. 1: Origin (2013)                                                                           | Justice League #1–6 | Scenariusz: Geoff Johns Rysunki: Jim Lee                                                    |
| Liga Sprawiedliwości Tom 2: Podróż złoczyńcy (2014)                      | Justice League Vol. 2: The Villain's Journey (2013)                                                            | Justice League #0, 7–12                                                                                                 | Scenariusz: Geoff Johns Rysunki: Jim Lee, Scott Williams                                    |
| Liga Sprawiedliwości Tom 3: Tron Atlantydy (2014)                        | Justice League Vol. 3: Throne of Atlantis (2014)                                                               | Justice League #13–17 Aquaman #15–16                                                                                    | Scenariusz: Geoff Johns Rysunki: Tony S. Daniel, Paul Pelletier, Ivan Reis                  |
| Amerykańska Liga Sprawiedliwości Tom 1: Najbardziej niebezpieczni (2015) | Części: Justice League Vol. 4: The Grid (2014) Justice League of America Vol. 1: World’s Most Dangerous (2014) | Justice League #18–20 Justice League of America #1–5                                                                    | Scenariusz: Geoff Johns, Matt Kindt Rysunki: David Finch, Brett Booth, Doug Mahnke          |
| Shazam! Tom 1 (2015)                                                     | Shazam! (2013)                                                                                                 | Fragmenty Justice League #7–11, 0, 14-16, 18-21                                                                         | Scenariusz: Geoff Johns Rysunki: Gary Frank                                                 |
| Liga Sprawiedliwości Tom 4: Trójka (2015)                                | Części: Justice League Vol. 4: The Grid (2014) Justice League: Trinity War (2014)                              | Justice League #22–23 Justice League of America #6–7 Justice League Dark #22-23 New 52 Free Comic Book Day Special 2012 | Scenariusz: Geoff Johns Rysunki: Andres Guinaldo, Gene Ha, Joe Prado, Ivan Reis, Jesus Saiz |
| Sprawiedliwość (2015)                                                    | Justice (2005–2007)                                                                                            | Justice #1–12 | Scenariusz: Jim Krueger Rysunek: Doug Braithwaite, Alex Ross                                |
| Kryzys tożsamości (2015)                                                 | Identity Crisis (2004)                                                                                         | Identity Crisis #1–7 | Scenariusz: Brad Meltzer Rysunek: Rags Morales                                              |
| JLA – Amerykańska Liga Sprawiedliwości Tom 1 (2016)                      | JLA – The Deluxe Edition Vol. 1 (2011)                                                                         | JLA #1–9, JLA Secret Files #1                                                                                           | Scenariusz: Grant Morrison Rysunek: Howard Porter, John Dell                                |
| JLA – Amerykańska Liga Sprawiedliwości Tom 2 (2016)                      | JLA – The Deluxe Edition Vol. 2 (2012)                                                                         | JLA #10–17, New Year’s Evil: Prometheus, JLA/Wildcats                                                                   | Scenariusz: Grant Morrison Rysunek: Howard Porter, John Dell                                |
| JLA – Amerykańska Liga Sprawiedliwości Tom 3 (2016)                      | JLA – The Deluxe Edition Vol. 3 (2013)                                                                         | JLA #18–31 | Scenariusz: Grant Morrison Rysunek: Howard Porter, John Dell                                |
| Liga Sprawiedliwości Tom 5: Wieczni bohaterowie (2016)                   | Justice League Vol. 5: Forever Heroes (2015)                                                                   | Justice League #24–29 Justice League of America #7.4: Black Adam                                                        | Scenariusz: Geoff Johns Rysunki: Ivan Reis, Doug Mahnke                                     |
| Liga Sprawiedliwości Tom 6: Liga niesprawiedliwości (2016)               | Justice League Vol. 6: Injustice League (2015)                                                                 | Justice League #30–39                                                                                                   | Scenariusz: Geoff Johns Rysunki: Ivan Reis, Joe Prado                                       |
| JLA – Amerykańska Liga Sprawiedliwości: Ziemia Dwa (2016)                | JLA: Earth 2 (2000)                                                                                            | kompletna powieść graficzna                                                                                             | Scenariusz: Grant Morrison Rysunek: Frank Quitely                                           |
| JLA – Amerykańska Liga Sprawiedliwości Tom 4 (2017)                      | JLA – The Deluxe Edition Vol. 4 (2014)                                                                         | JLA #32–46 | Scenariusz: Grant Morrison Rysunek: Howard Porter, Frank Quitely, Ed McGuiness              |
| Liga Sprawiedliwości Tom 7: Wojna Darkseida, część 1 (2017)              | Justice League Vol. 7: Darkseid War Part 1 (2016)                                                              | Justice League #40–44, DC Sneak Peek: Justice League #1                                                                 | Scenariusz: Geoff Johns Rysunki: Jason Fabok, Brad Anderson                                 |
| Liga Sprawiedliwości Tom 8: Wojna Darkseida, część 2 (2017)              | Justice League Vol. 8: Darkseid War Part 2 (2016)                                                              | Justice League #45–50, Justice League: Darkseid War Special #1                                                          | Scenariusz: Geoff Johns Rysunki: Jason Fabok, Brad Anderson, Francis Manapul                |

## Liga Sprawiedliwości w innych mediach
Jedną z pierwszych adaptacji komiksów o Lidze był serial animowany Super Friends z lat 1973-1986. Jego następcami były m.in. Liga Sprawiedliwych (Justice League; 2001–2004), Liga Sprawiedliwych bez granic (Justice League Unlimited; 2004–2006) i Liga Młodych (Young Justice; 2011–2013). Powstały też liczne filmy animowane, wydawanych bezpośrednio na DVD i Blu-ray, np. Liga Sprawiedliwych: Nowa granica (Justice League: The New Frontier) czy Liga Sprawiedliwych: Kryzys na dwóch Ziemiach (Justice League: Crisis on Two Earths). 
W wersji aktorskiej pierwszy raz pojawiła się w programie telewizyjnym Legends of the Superheroes z 1979 roku, a następnie w filmie telewizyjnym Justice League of America z 1997 roku. W 2008 roku w produkcji był film o Lidze Sprawiedliwości, jednak prace nad nim wstrzymano. Kolejna odsłona przygód Supermana pod tytułem Człowiek ze stali (Man of Steel) w reżyserii Zacka Snydera zapoczątkowała franczyzę DCEU, której kolejnym filmem był Batman v Superman: Świt sprawiedliwości, a później pojawiła się Liga Sprawiedliwości i jej wersja reżyserska.

### Seriale i filmy aktorskie

#### Legends of the Superheroes
- Legends of the Superheroes był dwuczęściową specjalną adaptacją opowieści o Lidze. Pojawili się w nim Adam West, Burt Ward i Frank Gorshin występujący wcześniej jako: Batman, Robin i Riddley z serialu Batman z lat 60. Inni bohaterowie występujący w filmie to m.in. Black Canary, Captain Marvel, Flash, Green Lantern, Hawkman, Huntress.

#### Justice League of America(serial z 1997)
- W 1997 został nakręcony pilot produkcji telewizyjnej Justice League of America[13], jednak nie udało się go sprzedać żadnej stacji telewizyjnej. Pojawiły się w nim mniej znane postacie, co miało związek z kłopotami z uzyskaniem licencji na przedstawienie postaci Batmana, Supermana i Wonder Woman. W skład grupy wchodzili: Martian Manhunter, Guy Gardner, Green Lantern, Fire, Ice, Barry Allen jako Flash i Ray Palmer jako Atom. Ich przeciwnikiem miał być Weather Wizard.

#### Tajemnice Smallville
- W serialu telewizyjnym Tajemnice Smallville (Smallville) pojawia się Liga Sprawiedliwości. Debiutują w  11. odcinku szóstego sezonu, który nosi tytuł Justice, gdzie pojawiają się Impulse (Bart Allen), Aquaman, Cyborg (Victor Stone) oraz Zielona Strzała. Clarka członkowie ligi określają mianem harcerzyka. Pomaga im Chloe, która dowodzi grupą pod pseudonimem Watchtower[14]. W odcinku siódmym 11. sezonu, pod tytułem Siren, do grupy dołącza Black Canary[15]. Z kolei w odcinku ósmym 12. sezonu,  o nazwie Bulletproof, widz dowiaduje się, że detektyw Jonh Jones (Martian Manhunter) od pewnego czasu również współpracuje z grupą Olivera[16]. W internetowej pobocznej serii Smallville Legends: Justice and Doom można dowiedzieć się o nieznanym związku ligi z doktorem Swannem.

### Seriale i filmy animowane

#### Wczesne animacje
- Pierwszy raz Liga pojawiła się w formie animowanej w 1967, w Superman/Aquaman Hour of Adventure. Zespół pojawia się w trzech odcinkach.
- Najdłużej Liga występowała w animacji Super Friends. Trwał on od 1973 do 1986 roku[17].

#### DC Animated Universe
- Po raz pierwszy w DC Animated Universe (Animowanym Uniwersum DC) Liga pojawiła się w serialu Batman przyszłości (Batman Beyond) w odcinku The Call. Ta wersja grupy pojawiła się później również w Liga Sprawiedliwych bez granic. Członkami zespołu byli: podstarzały Superman, nowy Green Lantern, Big Barda, a także nowe postacie: córka Aquamana – Aquagirl, Micron (podobny do Atoma) i Warhawk (który później okazuje się synem Johna Stewarta i Hawkgirl).
- W 2001 na antenie telewizji Cartoon Network pojawił się serial animowany Liga Sprawiedliwych (Justice League). Po dwóch seriach tytuł zmieniono na Liga Sprawiedliwych bez granic (Justice League Unlimited). Oba seriale stanowią rozszerzenie franczyzy DC Animated Universe, zapoczątkowanej cyklami animowanymi Batman (Batman: The Animated Series), Superman (Superman: The Animated Series), The New Batman Adventures, Static Shock oraz Batman przyszłości (Batman Beyond).

#### Batman
- W podwójnym odcinku czwartego sezonu serialu Batman (The Batman), zatytułowanym Połączenie, J'onn prosi Batmana, aby przyłączył się do jego grupy. Batman zwraca uwagę, że J'onn utworzył „prawie Ligę”. Członkowie „Ligi” biorący udział w tej sekwencji to: Green Lantern, Green Arrow, Hawkman i Flash. Wiele wątków z piątej serii koncentruje się wokół członków Ligi i Batmana[18]. Innymi wątkami, które zostały zawarte w The Batman, jest rekrutacja Supermana i powstanie siedziby zespołu, łączącej elementy Hali Sprawiedliwości z Super Friends i Watchtower z Ligi Sprawiedliwości.

#### Batman: Odważni i bezwzględni
- Liga jest wspomniana w rozmowie Batmana i Plastic Mana w epizodzie Batman: Odważni i bezwzględni (Batman: The Brave and the Bold).

#### Liga Młodych
- W serialu animowanym Liga Młodych (Young Justice) z lat 2010–2013 Liga Sprawiedliwości jest zwierzchniczką organizacji młodzieżowej Liga Młodych, która składa się z nastoletnich pomocników członków Ligi.

#### DC Universe Animated Original Movies
- Liga pojawiła się kilku filmach animowanych wydawanych bezpośrednio na DVD czy Blu-ray z serii DC Universe Animated Original Movies takich jak: Liga Sprawiedliwych: Nowa granica (Justice League: The New Frontier) z 2008 roku, będącym adaptacją miniserii komiksów DC: The New Frontier, Liga Sprawiedliwych: Kryzys na dwóch Ziemiach (Justice League: Crisis on Two Earths) z 2010, który jest adaptacją komiksu JLA: Ziemia 2 (JLA: Earth 2),  Liga Sprawiedliwych: Zagłada (Justice League: Doom) z 2012 na podstawie historii JLA: Tower of Babel,  Justice League: The Flashpoint Paradox z 2013, stanowiącym adaptację historii Flashpoint, Justice League: War z 2014 na podstawie historii Justice League: Origin, Liga Sprawiedliwych: Tron Atlantydy czy Liga Sprawiedliwych: Bogowie i Potwory.
- W filmie animowanym Lego Batman: Film (Lego Batman: The Movie), członkowie Ligi wspierają Batmana i Supermana w walce z Jokerem i Lexem Luthorem.

#### JLA Adventures: Trapped In Time
- W filmie animowanym JLA Adventures: Trapped In Time członkowie Ligi stawiają czoła Lexowi Luthorowi i jego Legionowi Zagłady (Legion of Doom), który próbuje za pomocą mocy Time Trappera zakłócić kontinuum czasowe, tworząc tym samym alternatywną linię czasu, w której Liga nigdy nie powstała. Ligę wspierają tu członkowie Legionu Superbohaterów (Legion of Super-Heroes) z XXXI stulecia: Dawnstar i Karate Kid.

### Gry komputerowe
- Justice League Task Force  – na platformy: SNES, Sega Mega Drive (1995)
- Justice League Heroes – na playformy: PlayStation 2, Xbox, Nintendo DS, PSP
- Mortal Kombat vs. DC Universe – na platformy: PlayStation 3 i Xbox 360 (2008)
- DC Universe Online – na platformy: PlayStation 3 i Microsoft Windows (2011)
- Lego Batman 2: DC Super Heros – na platformy: PlayStation 3, PlayStation Vita, Wii, Xbox 360, Nintendo DS i Windows  (2012)
- Injustice: Gods Among Us – na platformy: PlayStation 3, Xbox 360 i Wii U (2013)
- Infinite Crisis – na Microsoft Windows (2013)